# Peszterna
Peszterna (bułg. Пещерна) – wieś w Bułgarii, w obwodzie Łowecz, w gminie Łukowit. Według danych szacunkowych Ujednoliconego Systemu Ewidencji Ludności oraz Usług Administracyjnych dla Ludności, 15 września 2022 roku miejscowość liczyła 86 mieszkańców.